# سفارت اندونزی در بانکوک
سفارت اندونزی در بانکوک (به لاتین: Embassy of Indonesia) یک منطقهٔ مسکونی و نمایندگی سیاسی این کشور در تایلند است که در بانکوک واقع شده‌است.